# Cryptoprocta
Cryptoprocta is een geslacht van zoogdieren uit de  familie van de Madagaskarcivetkatten (Eupleridae).

## Soorten
- Cryptoprocta ferox Bennett, 1833 – Fretkat
- Cryptoprocta spelea Grandidier, 1902